# بيلي رايت (الموالي)
ويليام ستيفن رايت (بالانجليزية: William Stephen Wright) (7 يوليو 1960 - 27 ديسمبر 1997)، زعيم شبه عسكري موالي لإيرلندا الشمالية خلال فترة المشاكل. انضم رايت إلى قوة أولستر التطوعية (يو في إف) في مسقط رأسه في بورتاداون حوالي عام 1975. بعد أن أمضى عدة سنوات في السجن، أصبح رايت واعظًا مسيحيًا بعد ولادته الجديدة. استأنف رايت أنشطة (يو في إف) في عام 1986 وأصبح قائدًا للواء فرقة أولستر السرية في أوائل التسعينيات وتبعد سحبه المنصب من روبن جاكسون. وفقًا لشرطة أولستر المَلَكية، كان رايت متورطًا في عمليات القتل الطائفي لما يصل إلى 20 كاثوليكيًا، على الرغم من أنه لم تتم إدانته بأي منها. يُزعم أن رايت، مثل سلفه، كان يعمل مع الفرع الخاص لمكتب (آر يو سي).
لفت رايت انتباه وسائل الإعلام خلال إلى نزاع درامكري بين عامي 1995 و 1996، عندما دعم النظام البرتقالي البروتستانتي في محاولته للسير في طريقه التقليدي عبر منطقة بورتاداون الكاثوليكية. في عام 1994، دعت (يو في إف) والجماعات شبه العسكرية الأخرى إلى وقف إطلاق النار. ومع ذلك، خلال أزمة درامكري في يوليو عام 1996، نفذت وحدة رايت عدة هجمات بما في ذلك القتل الطائفي. أصبح رايت معارضًا قويًا لعملية السلام في أيرلندا الشمالية إذ رأى أنها عملية بيع للقوميين والجمهوريين الأيرلنديين. لخرق وقف إطلاق النار، استُبعد رايت وعناصر وحدته في بورتاداون من قِبَل قيادة (يو في إف). طُرِدَ رايت لاحقًا من (يو في إف) وهُدد بالإعدام في حال لم يغادر أيرلندا الشمالية. تجاهل رايت هذه التهديدات وشرع بتشكيل القوة التطوعية الموالية المنشقة (إل في إف) مع العديد من أتباعه وأصبح قائدها. نفذت عناصر هذه المجموعة سلسلةً من عمليات قتل المدنيين من الكاثوليك.
في يناير عام 1997، اعتقل رايت بتهمة توجيه تهديدات بالقتل ضد امرأة، وفي مارس أيضًا أُدين وأُرسل إلى سجن مايز. أثناء سجنه، واصل رايت توجيه أنشطة جماعته. في ديسمبر من ذلك العام، اغتيل داخل السجن على يد سجناء جيش التحرير الوطني الأيرلندي (آي إن إل إيه). نفذت قوة (إل في إف) موجة من الهجمات الطائفية انتقامًا لمقتل رايت. ساد الاعتقاد بأن السلطات تواطأت في قتله لأنه كان يمثل تهديدًا لعملية السلام. لم يجد التحقيق أي دليل على صحة ذلك، لكنه خلص إلى وجود إخفاقات خطيرة من قِبَل سلطات السجن.
زينت صورته الجداريات في المجمعات السكنية الموالية بالإضافة إلى قيام العديد من محبيه بوشم صورة له. كان أيضًا شخصية أثارت الخوف في المجتمع الكاثوليكي المحلي.

## سنواته الأولى في قوة ألستر التطوعية
في بيئة بورتاداون الموالية بقوة، الملقبة «بالقلعة البرتقالية»، كان رايت، جنبًا إلى جنب مع المراهقين البروتستانت من الطبقة العاملة الأخرى في المنطقة، مستهدفين من قِبَل المنظمة شبه العسكرية الموالية، قوة أولستر التطوعية (يو في إف) كمجند محتمل. ثم في 31 يوليو عام 1975، وبمحض الصدفة في الليلة التي أعقبت مقتل ميامي شوباند، أدى رايت اليمين كعضو في متطوعي المواطن الشاب (واي سي في)، جناح الشباب في قوة ألستر. أُقيم الحفل من خلال إلقاء الشتائم على الكتاب المقدس الموضوع على طاولة أسفل لافتة أولستر. تلقى رايت تدريبه على استخدام الأسلحة والمتفجرات. وفقًا للمؤلف والصحفي مارتن ديلون، استلهم رايت قوته من هاريس بويل وويسلي سومرفيل (اثنين من عناصر قوة ألستر الأشهر)، اللذان قُتلا بعد زرع قنبلة على متن حافلة ميامي شوباند الصغيرة. كانت فرقة الملهى الأيرلندية الشهيرة عائدة من عرض في بانبريدج في الساعات الأولى من يوم 31 يوليو عام 1975 عندما تعرضوا لكمين في بوسكهيل، مقاطعة داون على يد مسلحين من لواء ميد أولستر التابع للجبهة الأوغندية المتحدة عند نقطة تفتيش عسكرية وهمية. إلى جانب بويل وسومرفيل، لقي ثلاثة من أعضاء الفرقة مصرعهم في الهجوم عندما فتح مسلحو ألستر النار على المجموعة في أعقاب الانفجار السابق لأوانه. يُزعم أن بويل وسومرفيل كانا قدوةً لرايت. كان بويل من بورتاداون. ومع ذلك، في كتابة ذا تريغر مين انفصل ديلون عن هذه النسخة من الأحداث وخلص بدلًا من ذلك إلى أن رايت قد أدّى اليمين بالفعل مع مجموعة (يو سي في) في عام 1974 عندما كان عمره 14 عامًا. أخبرت أنجيلا شقيقة رايت ديلون أن قرار شقيقها بالانضمام إلى المجموعة لا علاقة له بقتل ميامي شوباند، ثم خلّص ديلون إلى أن رايت شجع هذه النسخة من الأحداث لأنه شعر بربط عضويته بأنشطة أبطاله بويل وسومرفيل سوف يضيف على كونه أسطورة أصلية إلى حياته كقاتل موالي.
في عام 1975، بعد فترة وجيزة من انضمام رايت إلى المنظمة، تم القبض عليه بحوزته أسلحة غير قانونية وحُكم عليه بالسجن لمدة خمس سنوات في جناح في سجن مايز (سجن المتاهة) المخصص لمجرمي الشباب شبه العسكريين. قبل سجنه، نُقل رايت إلى مركز كاسلريه هولدينغ، وهو مركز استجواب للشرطة يتمتع بسمعة سيئة بسبب الوحشية التي تم استخدامها أثناء الاستجواب. وفقًا لأنجيلا شقيقة رايت، ادعى لاحقًا أنه تعرض لعدد من الإهانات على يد ضباط الاستجواب بما في ذلك وضع قلم رصاص في مؤخرته. خلال فترة وجوده في السجن، انضم رايت لفترة وجيزة إلى الاحتجاج الشامل، على الرغم من أنه استقال بعد أمر من أركان لواء المجموعة (قيادة بلفاست)، الذين كانوا يخشون أن يتم تفسير مشاركة السجناء في الاحتجاج على أنها إظهار للتضامن مع الجيش الجمهوري الأيرلندي المؤقت. داخل سجن مايز، أصبح رايت قائد جناح المبنى الثاني.
ادعى رايت في وقت لاحق أن قراره بالانضمام إلى (يو سي في) قد تأثر بمجزرة كينغسميل التي وقعت في يناير عام 1976 بعد مقتل عشرة مدنيين بروتستانت محليين على يد الجمهوريين. قُتل أيضًا حينها ابن عم رايت الذي يُدعى جيم رايت ووالد زوجته المستقبلي بيلي كوريجان وصهره ليزلي كوريجان، جميعهم على يد الجمهوريين في تلك الفترة. قال رايت لاحقًا عن مجزرة كينغسميل: «كان عمري 15 عامًا عندما تم سحب هؤلاء العمال من تلك الحافلة وقتلهم بالرصاص. كنت بروتستانتيًا وأدركت أنهم قتلوا لمجرد أنهم بروتستانت. غادرت ماونتنوريس، وعدت إلى بورتاداون وانضممت على الفور إلى جناح الشباب في (يو في إف) وشعرت أنه من واجبي مساعدة شعبي وهذا ما كنت أفعله منذ ذلك الحين». يقول السكان المحليون أن رايت «جرى تعليمه» أيضًا على يد الجماعات شبه العسكرية الموالية المحلية؛ ومع ذلك فقد توصل شخصيًا إلى استنتاج مفاده أن (يو في إف) هي المنظمة الوحيدة التي لديها «الحق الأخلاقي» في الدفاع عن الشعب البروتستانتي.
أُطلق سراح رايت من سجن مايز في عام 1980. أثناء وجوده في الداخل، أثار استياءًا عميقًا من الدولة البريطانية لسجنه لكونه مواليًا. قابلته عمته وصديقته في موقف السيارات. في تحدٍ أخير للسلطات، رفع رايت وجهه نحو برج مراقبة تابع للجيش البريطاني على السياج المحيط بالسجن وصرخ «إلى (يو في إف)». بعد إطلاق سراحه، ذهب إلى اسكتلندا حيث عاش لفترة وجيزة. مضت ستة أسابيع فقط إلى أن تم استجوابه من قِبَل فرقة مكافحة الإرهاب في مقرها نيو سكوتلاند يارد. على الرغم من عدم اتهامه بأي جريمة، إلا أنه تم تسليم رايت أمر استبعاد يمنعه من دخول بريطانيا العظمى.
بعد فترة وجيزة من إطلاق سراحه من سجن مايز، أُعيد اعتقال رايت إلى جانب عدد من عناصر (يو في إف) في المنطقة بناءً على أدلة قدمها كليفورد ماكيون، وهو «مُخبر» داخل الحركة. وُجهت إلى رايت تهمة القتل المتعمد ومحاولة القتل وحيازة المتفجرات. تم احتجازه في سجن طريق كروملين لمدة عشرة أشهر. ومع ذلك، انتهت القضايا دون أي إدانات كبيرة بعد أن غيّر ماكيون رأيه وتوقف عن الإدلاء بشهادته.